# (3397) Leyla
(3397) Leyla es un asteroide perteneciente al grupo de los asteroides que cruzan la órbita de Marte descubierto el 8 de diciembre de 1964 por Norman G. Thomas y Robert Burnham desde el Observatorio Lowell, en Flagstaff, Estados Unidos.

## Designación y nombre
Leyla fue designado al principio como 1964 XA.
Posteriormente, en 2000, se nombró en honor de Nancy Leyla Lohmiller, voluntaria en el Centro de Planetas Menores.

## Características orbitales
Leyla orbita a una distancia media del Sol de 2,35 ua, pudiendo alejarse hasta 3,049 ua y acercarse hasta 1,65 ua. Tiene una inclinación orbital de 21,99 grados y una excentricidad de 0,2977. Emplea 1316 días en completar una órbita alrededor del Sol.

## Características físicas
La magnitud absoluta de Leyla es 13,3. Tiene un diámetro de 5,34 km y emplea 3,098 horas en completar una vuelta sobre su eje. Su albedo se estima en 0,2251.